# NGC 6101
إن جي سي 6101 (NGC 6101، المعروف أيضا باسم كالدويل 107) هوعنقود مغلق في كوكبة كوكبة طائر الفردوس وتم اكتشافه من قبل جيمس دنلوب و فهرسها في كتابه تحت رمز Δ68. وهي تقع على مسافة حوالي 47,600 سنة ضوئية من الشمس وحوالي 36,500 سنة ضوئية من مركز مجرة درب التبانة. فإنه يتطلب تلسكوب لا تقل فتحته عن 20 سنتيمتر (7.9 بوصة). كشفت الأبحاث عن احتواء هذه المجموعة لعدد كبير من الثقوب السوداء.